# احمد حلیم
احمد حلیم (انگلیسی: Ahmed Halim Ibrahim؛ زادهٔ ۱۰ فوریهٔ ۱۹۱۰) یک بازیکن فوتبال اهل مصر است.

## تیم ملی
وی عضو تیم ملی فوتبال مصر در جام جهانی فوتبال ۱۹۳۴ بوده است.